# Бухта Лулворт
50°37′06″ пн. ш. 2°14′49″ зх. д. / 50.6183° пн. ш. 2.2469° зх. д.
Бухта Лулворт — бухта поблизу села Вест Лулворт, на Юрському узбережжі в Дорсеті, на півдні Англії. Вона знаходиться у приватній власності родини Велд разом із Дердл-Дор та маєтком Лулворт. Бухта є одним із найкращих у світі прикладів такої форми рельєфу, є об'єктом Всесвітньої спадщини ЮНЕСКО та туристичним місцем, що відвідують близько 500000 туристів щороку, з яких приблизно 30 відсотків відвідувань припадають на липень і серпень. Бухта розташована поблизу скельної арки Дердл-Дор та інших пам'яток Юрського узбережжя.

## Геологія

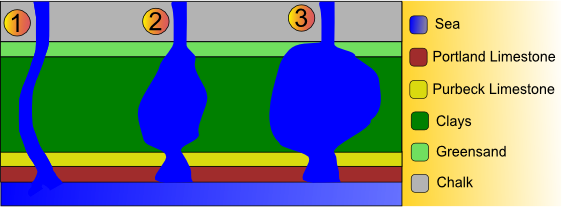
Формування бухти Лулворт

Бухта утворилася в результаті нагромадження смуг гірських порід зі змінним геологічним опором, що проходять паралельно береговій лінії (конкордантна берегова лінія). З боку, що виходить у бік моря, глина та пісок зазнали ерозії.
Вузька (менше 30 метрів (98 фут)) смуга портлендських вапнякових скель утворює берегову лінію. За нею знаходиться вузька (менше 50 метрів (160 фут)) смуга дещо менш стійкого вапняку Пурбек. За нею розташовані від 300 до 500 метрів (980 до 1 640 фут) значно менш стійких глин та глауконітових пісків; глини Вілд, Голт та верхніх глауконітових пісків.
Задню частину бухти утворює смуга крейди, завширшки 250 метрів (820 фут), яка значно стійкіша, ніж глини та піски, але менш стійка, ніж вапняки. Вхід до бухти — це вузька щілина у вапнякових смугах, утворена дією хвиль та вивітрюванням. Широка частина бухти — це місце, де слабкі глини та зелені піски зазнали ерозії.

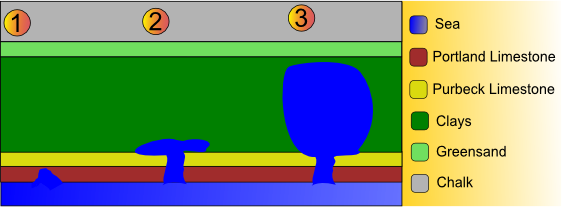
Формування отвору для сходів

Сходовий отвір, менше ніж 0,5 милі (0,8 км) на захід, знаходиться в молодій бухті, яка натякає на те, як виглядала бухта Лулворт кілька сотень тисяч років тому. Море прорвало тут прогалину у вапняку Портленда та Пербека до глини Вілдена та почало їх розмивати.

## Географія
Форма бухти є результатом дифракції хвиль. Вузький вхід до бухти змушує хвилі вигинатися у дугоподібну форму, як видно на панорамній фотографії.

## Збереження
Окрім бухти, через Гамбері Тут (великий крейдяний пагорб на заході) знаходиться Дердл-Дор, природна арка. На сході є скам'янілий ліс. Лулворт також знаходиться недалеко від Кіммеріджа, відомого своїм скелястим берегом та скам'янілостями. Геологи та географи цікавилися цією місцевістю з початку ХІХ століття, а в 1830-х роках відбулося перше серйозне її дослідження. Відтоді ця місцевість приваблює студентів з усього світу.
Ця місцевість страждає від витоптування численними відвідувачами. Для обмеження пошкодження поверхні було встановлено дерев'яні сходи та огорожі. Щороку понад 250 000 людей йдуть через пагорб, що з'єднує бухту з Дердл-Дор.
У 2001 році ЮНЕСКО надала узбережжю статус об'єкта Всесвітньої спадщини. Експерти ЮНЕСКО працюють над збереженням форми бухти Лулворт. Лулворт був одним із кількох селищ-шлюзів на узбережжі з Центром спадщини — частково місцем для туристів, туристичною інформацією та музеєм природознавства; у 2002 році останній прийняв 418 595 відвідувачів.
Узбережжя та землі на півночі та навколо села перебувають у приватній власності та управляються маєтком Лулворт. Землі на сході, включаючи Тайнгем, належать Міністерству оборони Великої Британії та використовуються для танкових навчань; вони відкриті лише у вихідні та святкові дні.

## У масовій культурі
Бухту Лулворт можна побачити в кінофільмах:
- Чотирибічний трикутник (1953)
- Горіхи у травні (1976)
- Хлопці в блакитному (1982)
- Прокляття Фенріка (1989)
- Сім природних чудес (2005)
- Прогулянка історією (2013)
- Всесвітня війна Z (2013)

## Різне
Затока Лулворт-Синус у найбільшому вуглеводневому морі (Кракенове море) на найбільшому супутнику Сатурна Титані, названа на честь бухти Лулворт.